# یواس‌اس پیوریتن (۱۸۶۴)
یواس‌اس پیوریتن (۱۸۶۴) (به انگلیسی: USS Puritan (1864)) یک کشتی بود که طول آن ۳۴۰ فوت (۱۰۳٫۶ متر) بود. این کشتی در سال ۱۸۶۴ ساخته شد.